# Vaccinium matudai
Vaccinium matudai är en ljungväxtart som beskrevs av Cyrus Longworth Lundell. Vaccinium matudai ingår i Blåbärssläktet, och familjen ljungväxter. Inga underarter finns listade i Catalogue of Life.